# Primerigonina
Primerigonina australis és una espècie d'aranya araneomorfa de la subfamília Erigoninae, dins de la família Linyphiidae. És l'únic membre del gènere monotípic Primerigonina.
Va ser descrit per primera vegada per J. Wunderlich l'any 1995, i només s'ha trobat a Panamà.